# Thug Luv (Canção de Lil' Kim)
Thug Luv é um single promocional do terceiro álbum de estúdio "La Bella Mafia" da rapper americana Lil' Kim, conta com a participação de Twista e produzida por Scott Storch.

## Faixas
- US CD Single[1]

1. "Thug Luv" Feat. Twista (Edited Version) - 4:13
2. "Thug Luv" Feat. Twista (Explicit Version) - 4:13
3. "Thug Luv" (Instrumental) - 4:29
4. "This Is Who I Am" (Edited Version) - 3:16
5. "This Is Who I Am" (Explicit Version) - 3:16
6. "This Is Who I Am" (Instrumental) - 3:16